# Al Wahda Tripoli
Pour les articles homonymes, voir Al Wahda.
Maillots
Actualités
Le Al Wahda Sporting Club (en arabe : نادي الوحدة الرياضي), plus couramment abrégé en Al Wahda, est un club libyen de football basé à Tripoli, la capitale du pays.

## Histoire
Son seul trophée gagné est une Coupe de Libye, remportée en 1993.

## Palmarès
| Compétitions nationales                                                                                                   |
| --- |
| - Coupe de Libye (1) : - Vainqueur : 1992-1993. - Championnat de Libye de deuxième division (1) : - Champion : 2006-2007. |